# Parque nacional de la Tijuca
El Parque Nacional de la Tijuca (en portugués: Parque Nacional da Tijuca), es un parque nacional de Brasil que se localiza en la ciudad y estado de Río de Janeiro.
Entre los puntos turísticos del parque, además de sendas, grutas y cascadas, se encuentran lugares famosos de la ciudad, como la Pedra da Gávea, el cerro del Corcovado y el pico de la Tijuca, cima del parque, a 1.022 m s. n. m. El parque presenta un relieve montañoso, incluyendo áreas del macizo de la Tijuca.[cita requerida]
La zona está formada por vegetación secundaria, pues es resultado de la reforestación realizada durante el Segundo Reinado, cuando quedó claro que la deforestación provocada por las fincas cafetaleras estaba dañando el suministro de agua potable de la entonces capital del Imperio. En el parque viven más de 230 especies de animales y aves: entre ellos, monos capuchinos, pizotes, agutíes, perros salvajes, titíes, colibríes y zorzales.

## Historia
Creado en 1961, abarca un área de 3.953 hectáreas, que incluye el bosque de la Tijuca. Desempeña un papel fundamental para la ciudad, porque impide la erosión de las laderas, previene las inundaciones y los derrumbamientos, reduce la contaminación atmosférica, mantiene las fuentes de agua que proveen a la ciudad, contribuye a la reconstrucción y a la calidad de vida de los habitantes, además de conservar el paisaje y promover el turismo. La preservación del parque está directamente asociada al bienestar, a la salud y a la riqueza de la ciudad, siendo quizás su patrimonio más preciado.[cita requerida] En 1991 el parque fue declarado Reserva de la Biosfera por la Unesco.[cita requerida]

## Características
Es el segundo más pequeño de los parques nacionales brasileños, y está encerrado en el centro de la ciudad, siendo su superficie discontinua, ya que se mezcla y entrecruza con zonas urbanas. Se divide físicamente en tres sectores: el Sector A, que abarca al bosque del Tijuca; el Sector B, donde se encuentra la montaña de Carioca, el peñón del Corcovado y la zona llamada Vista Chinesa; en el Sector C están los lugares conocidos como Pedra Bonita, Agulhinha da Gávea y Pedra da Gávea.[cita requerida]
Las características del parque, siempre compitiendo con la ciudad, originan claras dificultades para las autoridades, que luchan constantemente contra las ocupaciones ilegales de zonas protegidas.[cita requerida]

## Actualidad
Actualmente, se maneja de la forma común para el instituto brasileño del ambiente y del Recursos Naturais Renováveis (IBAMA) y para el pasillo de ciudad de Río De Janeiro. La participación de la sociedad con ONG se estimula, como la sociedad de los amigos del parque nacional del Tijuca.[cita requerida]